# Iglesia Mayor de la Asunción de Nuestra Señora
La iglesia Mayor de la Asunción de Nuestra Señora es un templo católico de España localizado en el municipio de El Barco de Ávila, perteneciente a la provincia de Ávila, comunidad autónoma de Castilla y León.

## Descripción

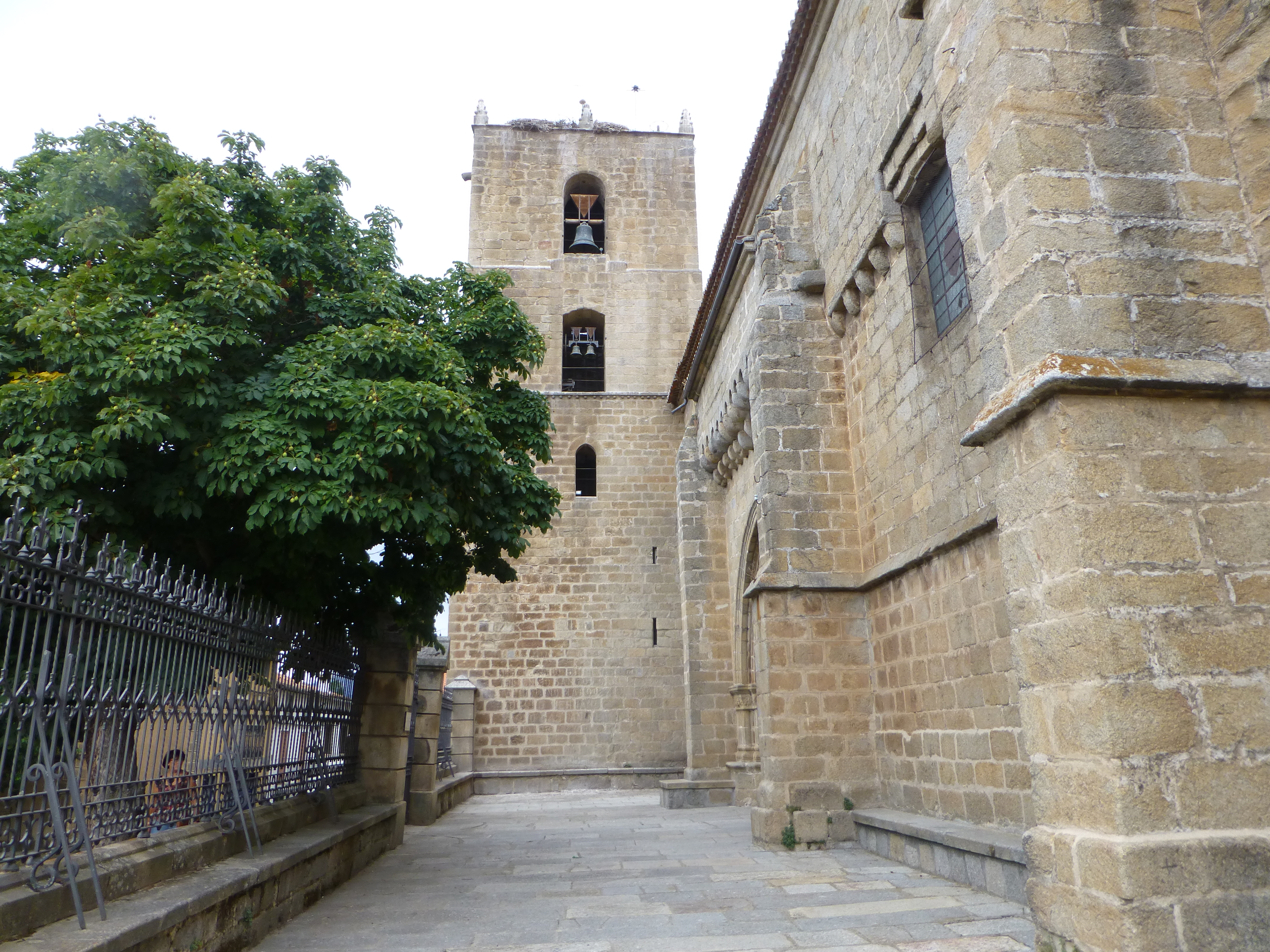
Torre campanario.

Su construcción comenzó en el siglo XIV y se dilató hasta el siglo XVI. Con una planta conformada por tres naves, el conjunto general se adscribe al estilo gótico y presenta semejanzas con la catedral de Ávila. La torre del campanario, de planta cuadrada, presenta 3 cuerpos y está rematada por una cornisa de bolas.
Fue declarada monumento histórico-artístico nacional —antecedente de la figura de Bien de Interés Cultural— el 3 de junio de 1931. Se le dio publicidad al decreto el día siguiente, en la Gaceta de Madrid.